# Agrilus cavatus
Agrilus cavatus är en skalbaggsart som beskrevs av Louis Alexandre Auguste Chevrolat 1838. Agrilus cavatus ingår i släktet Agrilus och familjen praktbaggar. Inga underarter finns listade i Catalogue of Life.